# West Winch
West Winch – wieś w Anglii, w hrabstwie Norfolk, w dystrykcie King’s Lynn and West Norfolk. Leży 61 km na zachód od Norwich i 139 km na północ od Londynu. Miejscowość liczy 2596 mieszkańców.